# Marphysa gravelyi
Marphysa gravelyi är en ringmaskart som beskrevs av Rowland Southern 1921. Marphysa gravelyi ingår i släktet Marphysa och familjen Eunicidae. Inga underarter finns listade i Catalogue of Life.